# パックマンワールド 20thアニバーサリー
『パックマンワールド 20thアニバーサリー』(Pac-Man World: 20th Anniversary)は、1999年11月2日に、ナムコ（後のバンダイナムコエンターテインメント）により発売された、PlayStation用ゲームソフト。日本国外では2004年にゲームボーイアドバンス版が発売されている。2022年8月25日にはリメイク版の『パックマンワールド リ・パック』(PAC-MAN WORLD Re-PAC)がNintendo Switch、PlayStation 5、PlayStation 4、Xbox Series X/S、Xbox One、PC（Steam）向けに発売された。ワールドシリーズで初めて日本のスタジオナウプロダクションが開発を担当し、日本語の主題歌「We are PAC-MAN!」も採用されている。

## 概要
ナムコの看板タイトル「パックマン」シリーズの生誕20周年を記念して開発された。ナムコのアメリカ法人であるナムコ・ホームテック(Namco Hometek)により開発。
シリーズ初の3Dアクションゲームで、主人公のパックマンを操作し、ステージをクリアしたり3D空間の迷路「メイズ」を攻略したりする。今作ではゴール地点にあるコイン（デザインは「パックマンワールド2」のナムココインと似ている）を取るかボスを倒すことでステージクリアとなる。なお、今作のパックマンは残り人数が0人になってもゲームオーバーにならない。ただし、その状態でミスをした場合はその限りではない。
NINTENDO 64やドリームキャスト、Microsoft Windowsでもリリース予定はあったが、キャンセルされている。

## ストーリー
『トックマン』はパックマンの分身かつ悪い心の象徴である狂ったロボット。彼は、20回目の誕生日を迎えるパックマンに嫉妬の念を抱いていた。そして、パックマンの家へプレゼントを届けに向かう途中だった『パックマン・ファミリー』を手下のモンスター達に誘拐させてしまう。パックマンは、監禁されたファミリーを救出する為に、単身『ゴーストアイランド』へ向かった。
『ゴーストアイランド』に到着したパックマンはピンキーとクライドを撃退したのち、島の入り口に配備された大砲を潜り抜けて友人プーカを救出し、海賊船HMSウィンバッグと対決する。
HMSウィンバッグを下したパックマンは遺跡に閉じ込められていた愛犬 チャンプ・チャンプを助ける。そして彼はミイラの追跡をかわした末に、遺跡の装置であるアヌビスレックスと対決する。
遺跡を後にしたパックマンは宇宙ステーションへと行く。そこでパックマンは隕石や宇宙人に追われながらも知人のパック教授を救出し、キングギャラクシアンと対峙する。
地球に帰還したパックマンは、ビックリハウスへ行って愛娘のパック・ベイビーを助けたのち、15人のクラウンレーサーとのレースに応じる。
レースで1位を取ったパックマンはビックリハウスを後にし、ジュース工場に監禁されている息子のパック・ジュニアを救出したのち、ガラクタを寄せ集めて作られたロボット・クロームキーパーを撃破する。
ジュース工場を後にしたパックマンはお化け屋敷に到着し、妻を救出したのち、トックマンと対決する。撃破したかと思いきや、トックマンはパワーアップアイテム・メタルドットを使用しメタルトックマンとなる。激戦の末、パックマンもパワーエサを使用して巨大化し、ぶつかり合いとなる。そして、パックマンはトックマンを食べることに成功することでようやく撃破した。

## ゲームモード
クエストモード
本作のメインとなるモード。6つの世界に分けられる「ゴーストアイランド」を冒険し、パックマン・ファミリーを救出し、トックマンと対決する。
なお、ゲームオーバー時はトックマンが高笑いしながら出てくる他、空から鉄でできた銀色の「TOC」の3文字が落ち、ゲーム名が「トックマンワールド」という表記になるという演出が存在する。その後は残り人数が1人になる。
メイズモード
シリーズで馴染み深い「パックマン」を3Dリメイクしたような空間を駆け回る。ゴーストをかわしながらフィールド上の全てのドットを食べるのが目的。ステージによってはモンスターやトラップなども登場する。
最初は1つのエリアにつき3つのコースしかないが、クエストモードのメイズをクリアするごとにコースが追加され、最終的には1つのエリアにつき6つになる。全てのコースを出現させるとマラソンプレイ・モード（全てのメイズを連続でプレイする挑戦ステージ）に挑戦することが出来る。それもクリアすると、ギャラリーを見ることが出来る。
ゲームオーバー時の演出はクエストモードと同じ。
オリジナルモード
アーケードゲーム「パックマン」をプレイできる。
おまけ
クエストモードをクリアすると現れる隠しモード。ゲーム中に見られるムービーを使ったいわゆるNG集。

## エリア
今作では6つのエリアがある。古代いせきエリアを除き、各エリアにコースが4つある。最初はかいぞく船エリア最初のコース「バッカニアビーチの巻」しか遊べない。そこをクリアするとゴーストアイランド（Ghost Island）に行くことが出来、かいぞく船エリア2つ目のコース「海賊船の入り江の巻」や古代いせきエリア、うちゅうエリアを遊べるようになる。
これら3つのエリアをクリアするとビックリハウスエリアと工場エリアを遊べるようになり、5つのエリアをクリアすることで最終エリアであるボスやしきエリアが解禁される。
かいぞく船エリア
海賊をモチーフにしたステージ。家が入口。入口付近に大砲が置かれている。このステージには大砲が登場する。
ステージは「バッカニアビーチの巻」（Buccaneer Beach）、「海賊船の入り江の巻」（Corsair's Cove）、「大砲パニックの巻」（Crasy Cannonade）、「ボスの大帆船の巻」（HMS Windbag）。
古代いせきエリア
古代遺跡をモチーフにしたステージ。洞窟が入口。入口付近に川が流れている。このステージには溶岩が登場する。とにかく暗く足場が見えにくい。
このステージのボーナスステージはヘリベーターで移動しないと取れないフルーツと足元にあるフルーツを取るステージである。
ステージは「あぶないどうくつの巻」（Crisis Cavern）、「イカれた鉱山の巻」（Manic Mines）、「怪物アヌビスの巻」（Anubis Rex）の3つである。うち、ボス戦である「怪物アヌビスの巻」の前半戦では常にミイラの一人称でステージが進行する一方、後半はアヌビスレックスと直接戦う。なお、当初はKooky Crypt（和訳：変人の地下室の巻）というステージも用意されていたが、製品版への実装が見送られた。
うちゅうエリア
宇宙をモチーフにしたステージ。ロケットが入口。このステージには触れるとダメージを受けるレーザーが登場する。また、敵が宇宙人になっている。
このステージのボーナスステージは黄色スイッチを押すことで一定時間だけ出現する足場の上にあるフルーツを取るステージである。
ステージは「宇宙で大忙しの巻」（SPACE RACE）、「遥か遠くへ！の巻」（FAR OUT）、「宇宙を手に入れよう！の巻」（GIMME SPACE）、「ギャラクシアン対パックマンの巻」（KING GALAXIAN）。うち、ボス戦である「ギャラクシアン対パックマンの巻」はシューティングステージであり、雑魚などを倒した後にボスのキングギャラクシアンとの直接対決へ移行する。また、このステージのみチェックポイントがあり、それを取らないとミスをした際に最初からやり直しになる。
ビックリハウスエリア
遊園地をモチーフにしたステージ。ビックリハウスのように回転するステージ。ピエロの口が入口。入口付近にメリーゴーランドがある。このステージには回転する床が登場する。
このステージのボーナスステージは一定時間経つと消える風船の上にあるフルーツを取るステージである。
エリアは「グルグル床の巻」（Clowning Around）、「 ろうかも回る！の巻」（Barrel Blast）、「回って回って目が回るの巻」（Spin Dizzy）、「どっかん！グランプリの巻」（Clown Prix）。うちボス戦である「どっかん！グランプリの巻」はボスである15人のクラウンレーサー達とレースをして競う内容であり、 1位にならないとミスになり、残機が減ってしまう。コース上に落ちているパワーエサを拾ってストックし、それを使って加速しつつ、コース内の穴に気を付けながら進む。
リメイク版ではパックマンが車に乗っている間カメラがドライバー視点(『マリオカート アーケードグランプリ』のシステムに近い)に変更され、ボスの数が15人から10人に減少した。またパワーエサがストック方式から、取った瞬間発動し一定時間加速し続ける方式に変更された。
工場エリア
工場をモチーフにしたステージ。工場が入口。入口付近に灼熱のパイプがある。このステージには鉄箱が登場する。
このステージのボーナスステージはクレートリフターに潰されないように気を付けつつ足元にあるフルーツを取るステージである。ボーナスステージに敵が登場する唯一のエリアである。
ステージは「 パイプがあっちっちの巻」（PERILOUS PIPES）、「ブレス機をぶっ潰せ！の巻」（UNDER PRESSLIRE）、「潜れや潜れ！の巻」（DOWN THE TUBES）、「クロームキーパーの巻」（KROME KEEPER）。
ボスやしきエリア
最終エリア。ラスボスのトックマンが潜んでいる。オバケ屋敷が入口。入口付近に枯れ木がある。ボスステージを開くまでは常時トックマンの声が響き渡っている。
このステージのボーナスステージは紫の棺桶を渡りつつ青色スイッチを押すことで出現するフルーツを全て取るステージである。フルーツを全て取った後は2秒以内に安定した足場に移動しないと「100パーセント！」「VERY GOOD」で動けなくなり、そのまま転落死してしまい、残機が1つ減るほかステージもやり直しとなる。
ステージは「ゴーストのお庭の巻」（GHOSTLY GARDEN）、「 地下のお墓でゾゾッの巻」（CREEPY CATACOMBS）、「どしゃぶり坂道危機一髪の巻」（GRAVE DANGER）、「からくりトックマンの巻」（TOC-MAN'S LAIR）。なお、最終ステージである「からくりトックマンの巻」（TOC-MAN'S LAIR）の解放条件は仲間を全員救出していることであり、条件を満たさぬまま「どしゃぶり坂道危機一髪の巻」（GRAVE DANGER）をクリアしても次のステージが開かれないままステージが終わってしまう。

## 登場キャラクター

### パックマン
本作の主人公。最大ライフは4。トックマン達に誘拐されたパックマン・ファミリーを救う為、冒険の旅に出る。ヒップアタックやボムアタック、パックダッシュなど、多彩なアクションを駆使する。

### 悪役
トックマン（声：郷里大輔）
ボスやしきエリアのボスで、本作の最終ボスでもある。パックマンの悪の分身とされるロボット。最大ライフは16。パックマンより体が大きい、目の形が片方は縦長でもう片方は横長と左右非対称、パックマンに無い歯があるなどパックマンとは似ても似つかない。
ゴーストアイランドというゴースト達のアジトに住んでいる。部下からは「ボス」「トックマン様」と呼ばれており丁寧語で話されるが、上下関係は特に厳しいわけでは無く、お互いにフレンドリーな関係。
パックマンに嫉妬しており、部下のゴーストやモンスター達にパックマンの家族や友人を誘拐させる。なお、撃破後は大破し、正体が判明する。
日本国外ではよほど人気があったのか、後に『パックマンワールド3』及び『パックマンワールドラリー』にも出演した。
なお『パックマンワールド3』ではパックマンの3回目のヒップアタックが彼のヒップアタックになる他、一定時間の間彼のヒップアタックを連続で使えるようになるアイテム「スーパーストンプパワーエサ」が登場する。
リメイク版では各ボス戦のイントロムービーに登場。各ボス達を使役しているというのが分かりやすくなった。またデザインが大幅に変更され、顔のデザインが整い左右対称になり、手は巨大化、鼻がなくなり、ジェットパックを装備して空を飛べるようになっている。
HMSウィンバッグ
かいぞく船エリアのボスである、空飛ぶ海賊船。最大ライフは6。HMSはHis Majesty's Serviceの略。
アヌビスレックス
古代いせきエリアのボス。遺跡の装置の敵。最大ライフは4。
キングギャラクシアン
うちゅうエリアのボス。4つの赤い目が弱点。最大ライフは4。
クラウンレーサー
ビックリハウスエリアのボス。カートに乗ったピエロの集団。パックマンにレースで勝負を挑んでくる。全部で15人。リメイク版では10人。
クロームキーパー
工場エリアのボス。ガラクタを寄せ集めて作られたロボット。最大ライフは8。
ブリンキー
赤色のゴースト。通称「オイカケ」。クエストではひたすら巡回し、メイズではひたすらパックマンを追いかける。本家と違い、通路の途中で反転してでも追いかける性質をもつ。
ピンキー
桃色のゴースト。通称「マチブセ」。本来はパックマンの移動先に先回りして待ち伏せするが、今作ではオイカケと同じ動きをする。
インキー
水色のゴースト。通称「キマグレ」。本来は気紛れに動くが、今作ではオイカケと同じ動きをする。
クライド
橙色のゴースト。通称「オトボケ」。本来は自由に動くが、今作ではオイカケと同じ動きをする。
オルソン
白色のゴースト。

### パックマン・ファミリー
パックマンの家族や友人。パックマンの誕生日を祝いにプレゼントを持って彼の家を訪れる途中、モンスター達にさらわれてしまう。なお、最終ステージをプレイするためには、彼らを全員救出する必要がある。
ミズ・パックマン
パックマンの妻。ナムコのアーケードゲーム『ミズ・パックマン』に登場するキャラクター。自宅で誕生日パーティーの準備をしていた途中でゴーストに誘拐される。リメイクではパック・マムが登場し、ゴーストに誘拐される。ボスやしきエリアのどこかの牢屋にいる。
パック教授（プロフェッサー・パックとも）
パックマンの知人である教授。UFOに誘拐される。リメイクではグルグル眼鏡をかけさせられて気絶したところをゴースト達に誘拐される。うちゅうエリアのどこかの牢屋にいる。
パック・ジュニア
パックマンの息子。帽子を被っている。機械に誘拐される。リメイクでは湖に引きずり込まれて誘拐される。工場エリアのどこかの牢屋にいる。
パック・ベイビー
パックマンの娘。口におしゃぶりを咥えている。錨で誘拐される。リメイクでは樽に閉じ込められて誘拐される。ビックリハウスエリアのどこかの牢屋にいる。
友人プーカ
ナムコのアーケードゲーム『ディグダグ』に登場する敵キャラクター。パック・ベイビーと一緒にパックマンの家へ向かっていた途中で錨で誘拐される。リメイクではパック・ベイビーと一緒に樽に閉じ込められて誘拐される。かいぞく船エリアのどこかの牢屋にいる。
チャンプ・チャンプ
パックマンの愛犬。地面に引きずり込まれ誘拐される。リメイクでは穴に落とされて誘拐される。古代いせきエリアのどこかの牢屋にいる。

### 敵キャラクター
ゴースト
シリーズお馴染みのパックマンの宿敵。本来はモンスターという名前だが、今作ではゴーストという名前になっている。パワーエサを取ると体が青くなり（イジケ状態）倒す事ができる。基本的に何らかの武器を持ったり何かを体につけたりしているが、イジケ状態になっている間は無効化される。なお、ボスやしきエリアと「バッカニアビーチの巻」のゴーストだけ従来の姿をしている。また、古代遺跡エリアもメイズだけ従来の姿になっている。因みに、クエストのゴーストは食べられると復活しない。メイズのゴーストは食べられても復活するがパワーエサの効果が解除されるまで巣から出てこない。また、全てのゴーストを食べるとライフを1つだけ回復できる。
モンスター
ゴーストとは違い、パワーエサを取っても倒せない。代わりに後述のアクションで倒すことが出来る。様々な種類がいる。[]内は登場するステージを指す。

## アクション
ジャンプ
×を押すことで出来る。攻撃力はないが敵の攻撃をかわしたり地面に空いている穴を回避したりできる。
ヒップアタック
おしりを地面に当てる基本技。これで宝箱を破壊したり敵を倒したりすることができる。また、通常のジャンプよりも高い。ジャンプ中に×を押すことでできる。
パックダッシュ
急加速する技。これを使って素早く移動したり敵を倒したり遠くへ移動したり仕掛けを作動することができる。□を押すことでできる。
ボムアタック
掌からパックドットを放ち攻撃をする。直接触れるとダメージを受ける敵を倒すときに使える。○を押すことでできる。なお、長押しすることで強力な一撃を放つことができるが、その場合は消費ドットも多くなる。
ドルフィンジャンプ
水面でジャンプすると出来る高いジャンプ。

## アイテム
パックドット
パックマンシリーズに登場するアイテムのドットと同じアイテム。1粒5点。今作ではボムアタックを使うのに必須で、これがないとボムアタックを放つことが出来ない。
ドットレール
名前の通り、レール上に並んだパックドット。端に矢印がついているのが特徴で、パックドットを掴むと矢印の方向に移動する。
パワーエサ
パックマンシリーズお馴染みのアイテム。1粒45点。一定時間無敵になる上に、ゴーストを食べることが出来る（ただし無敵の効果はゴーストが白黒に点滅しだすと同時になくなる）。
メタルドット
パワーエサに匹敵するサイズの巨大な銀色のドット。スコアはなし。取得すると一定時間銀色のメタルパックマンになる。メタル状態の間は水中でも地上と同じように歩いたりヒップアタックなどのアクションをすることができる。ただし効果が切れるまで泳げないのが難点。
ボムドット
白色に光ったドット。ドットの周りを虹色の小粒が回っている。スコアはなし。取得すると顔に白く光った半透明の膜のようなものを纏う。ヒップアタックすると青い衝撃波を出し、画面内にいる敵を全て倒すことが出来るが一度しか使えない。
ライフ
黄色い扇形のアイテム。1つ500点。取るとライフが1回復する（なお、残りライフ2以下の場合はスコアはなし）。なお、赤く光っているライフは全回復する上に、ライフがどの状態でも500点もらえる。
1UP
右を向いた初代パックマンの形をしているアイテム。スコアはなし。サイズは大きく、常に口が動いている。取ると残機が1増える。
チェックポイント
右を向いた初代パックマンの形をしたアイテム。スコアはなし。サイズは小さく、小さい星マークが周囲を回っている。これを取るとミスしても最後に取ったチェックポイントから再開できる。
フルーツ
苺、サクランボ、メロン、オレンジなど色々ある。スコアはフルーツによって異なる。フルーツとびらに入るのに必須なアイテム。
ボス・ギャラクシアン
コース内にあるメイズをプレイするのに必要なアイテム。1つ2000点。このアイテムを取った後に、このマークのフルーツ扉に入ることでメイズをプレイできる。
カギ
浚われた家族を助けるのに必須なアイテム。スコアはなし。ステージのどこかに設置してある。牢屋のあるステージにあるとは限らない。フルーツとびらの中にある場合もある。
まほうのカギ
虹色に光っている鍵。ステージクリア後のスコア集計タイムの際にハイスコアが765000点以上になると自動的に取得され、何度使っても消滅しない。フルーツやボス・ギャラクシアンなどを持っていなくてもフルーツとびらを開けられる。
ボーナス文字
全てとるとボーナスステージに行くことが出来る。1つ200点。「P」「A」「C」「M」「A」「N」の6文字ある。バッカニアビーチの巻とボスステージを除き必ずステージのどこかに置いてある。
ボーナスステージのBGMはコーヒーブレイクのアレンジである。ボーナスステージは全エリア共通で、全てのフルーツを取るものである。15秒きると秒数が赤くなり、「HURRY UP!」の文字が表示される。クリアすると「100パーセント！」と「VERY GOOD！」と表示されパックマンの動きが強制的に止められる（ボスやしきエリアの場合はこの表示がされる前に安定した足場に移動しないとそのまま転落しミスになる）。

## 仕掛け
スイッチ
四角い形のスイッチ。ヒップアタックで押すと何かが起こる。緑色は一度しか押せないが半永久的に効果がある。黄色は何度でも押せるが一定時間しか効果がない。青色は一番不思議なスイッチで他の青色スイッチとリンクしていることが多く、青色スイッチを1つ押すことで他の青色スイッチが押せるようになる。すべての青色スイッチが押せる状況の場合は全て押すことで何かが起こる。なお青色の効果は緑色と同じ。
トランポリン
この上を目掛けてヒップアタックすると大きいジャンプができる。
ダッシュテーブル
この上でパックダッシュすると他の何かが動く。
ヘリベーター
この上でパックダッシュするとこれそのものが移動する。空中にあることが多い。
フルーツとびら
フルーツのマークの書かれている扉。このマークと同じフルーツを予め食べていないと入ることが出来ない。
中にはスイッチやボーナス文字などがある。基本的には入らなくてもクリアできるが、入らないと先に進めなかったり、家族を助けるのに必要なカギがこの中にあったりなど入ることが必須になる場合もある。

## シリーズ作品
- パックマンワールド2 - 2002年 PlayStation 2
- en:Pac-Man World 3 - 2005年
- Pac-Man World 4 - 開発中止 Xbox 360 、PlayStation 3